# Wydartowo Pierwsze
Wydartowo Pierwsze (prononcé en polonais : [vɨdarˈtɔvɔ ˈpjɛrfʂɛ]) est un village polonais de la gmina de Bojanowo dans la powiat de Rawicz de la voïvodie de Grande-Pologne dans le centre-ouest de la Pologne.
Il se situe à environ 4 kilomètres au nord-est de Bojanowo (siège de la gmina), à 12 kilomètres au nord de Rawicz (siège du powiat) et à 74 kilomètres au sud de Poznań (capitale régionale).

## Histoire
De 1975 à 1998, le village faisait partie du territoire de la voïvodie de Leszno.

Depuis 1999, Wydartowo Pierwsze est situé dans la voïvodie de Grande-Pologne.